# Дивовижна подорож сеньйора Нік-Нака
Дивовижна подорож сеньйора Нік-Нака на планету Марс, у якій згадуються дивовижні пригоди цієї людини та розкриваються інституції, звичаї та проблеми невідомого світу — аргентинський роман «духовної фантазії» (згідно з тому ж автору), написаний Едуардо Ладіслао Холмбергом і опублікований у дванадцяти щотижневих частинах між листопадом 1875 і лютим 1876, а потім опублікований у формі книги в березні 1876 року.

## Зміст
Книга починається з розповіді про скандал, викликаний у Буенос-Айресі заявами сеньйора Нік-Нака про його подорож на Марс. Поки люди обговорюють правдивість історії, газети розповідають про ув'язнення персонажа в хоспісі Сан-Буенавентура та повідомляють про майбутню публікацію книги, яка міститиме історію, розказану Нік-Наком.
Потім пан Нік-Нак починає розмову про метафізичні проблеми, які його мучили, і бажання здійснити духовну подорож. Потім він консультується зі спіритуалістом, на ім'я Зеле (нім. «душа»), з яким він відкриває спосіб відокремлення душі від земного тіла, який полягає в повному позбавленні їжі майже до смерті. Після восьми днів, коли Нік-Нак нічого не їв і не пив, сім'я Нік-Нака розбита серцем, поки лікар намагається лікувати його, а його душа відділяється від тіла, піднімаючись у космос. Звідти він спостерігає, як Доктор (так званого в решті історії) також піддається страху, і його душа піднімається разом з ним.
Нік-Нак подорожує крізь вихор духів разом із Зеле на планету Марс, де зустрічає духа Доктора. На цьому місці книга описує вигадану географію Марса, паралельну географії Землі. Нік-Нак відправляється разом із Зеле на засніжену гору під назвою Невадо-де-Фаматіна, де Зеле виявляє себе генієм гори, що належить Марсу. Всередині гори Нік-Нак і Доктор перетворюються як мешканці Марса, щоб пізніше спуститися й виявити флору й фауну, схожу на земну. Їх веде дух з Марса у вигляді чорного кота до міста Теософополіс («Місто Бога і Мудрого»), розділене на Теополіс і Софополіс. Мешканці Марса (так звані «мартіаліти») мають власну світну ауру і не потребують штучного освітлення. У той час як теополіти мовчазні й важкі, софополіти блискучі й повні життя. Нік-Нак і Доктор йдуть за процесією, в той час, як останній загіпнотизований світлою точкою в небі.
Процесія веде старого чоловіка, який збирався померти, до храму, де герої спостерігають подробиці про християнську релігію Марса та те, як тіло старого починає крутитися та випаровується під час смерті. Виходячи з храму, вони бачать, як марціаліт робить безглузді розрахунки. Там їм розповідають історію про те, як теополітяни прийшли в Софополь, а потім викрали жінок міста, які більше не з'являлися. Військовий божевільний, якого називають «бойовим божевільним», відтоді вигадав спосіб помститися теополітанцям.
Нік-Нак і Доктор поселяються в будинку софополіта, і Доктор зачарований красою однієї зі своїх дочок, а також крапкою, що світиться на небі. Під час зустрічі з жінкою світна точка опускається, як дух, і коли вона збирається злитися з їхніми душами, знову з'являється Зеле, який її забирає. Поки Доктор залишається в будинку, Нік-Нак і софополіт відправляються відвідати Академію, де відбуваються різного роду дискусії та виявляється прониклий теополіт, якого божевільний, що з'явився раніше, затримав у колбі, і обговорюється його доля. Після виходу з Академії Нік-Наку допомагає дух у вигляді чорного кота вгадати назву країни, яка є Ауреліана (паралельна назві Аргентина).
Повернувшись додому, Доктор робить молодому софополіту сватання, і, готуючись до весілля, вони отримують коробку зі «згущеним сонячним промінням», спійманим астрономом. Виявляється, це той дух, який зачарував Доктора і за допомогою союзу якого він збирався досягти комплементарності з молодим софополітом. Однак вони отримують листа з проханням злити цей дух із духом захопленого Теополіта, щоб позбавити його духовного страждання. Лист виявляється підступом, виявленим Зелем, і весілля відбувається завдяки духовному союзу між Доктором і молодою жінкою.
Пізніше Зеле і Нік-Нак летять до столиці країни, яка є сатирою Буенос-Айреса. Там вони викликають переполох своїм ширяючим світінням у повітрі та викликають великі протистояння між мешканцями. Нік-Нак отримує листа від Доктора, який повідомляє йому, що його переслідують теополітанці. Потім Нік-Нак і Зеле вирушають у подорож навколо планети Марс, про яку оповідач майже з гумором не згадує. Повернувшись до Теософополя, вони знаходять місто у вогні та виявляють, що молода жінка була викрадена теополітанцями, між двома народами сталася війна. Посеред багаття Нік-Нак шукає своїх друзів. Божевільний у колбі підриває себе, щоб використати своє випарене тіло, щоб підпалити Теополіс і помститися. Первосвященник Теополіса, вважаючи себе загрозливим, використовує свою надприродну здатність, щоб випарувати тіла Доктора, молодої жінки Нік-Нак та їхнього софопольського господаря. Потім дух Нік-Нака повертається на Землю. Історія закінчується словами фіктивного редактора, який, хоча він і не може визнати автентичності історії, також не вірить, що це справедливо, що за це сеньйор Нік-Нак був ув'язнений у хоспісі.

## Рецензії
Критики того моменту оцінили винахідливість, розважальний характер і наукову строгість твору, вихваляючи Голмберга як молоду надію національної літератури. З іншого боку, дехто критикував розпорошеність стилю, поверховість персонажів і слабкість кінцівки. Скориставшись суперечливим кліматом, створеним твором Dos partidos en lucha, опублікованим незадовго до цього, роман мав швидкий вплив на пресу та громадськість, що призвело до рішення опублікувати його у формі книги до того, як були закінчені частини серій.

## Аналіз
У цьому творі можна знайти гібридизацію типових дискурсів того часу, таких як публіцистика, політичне ораторство, класичний поетичний регістр, науковий дискурс тощо. Пабло Краш Соломонофф у попередньому дослідженні твору стверджує, що багатьма ускладненнями сюжету книга завдячує написанню роману, і визнає одну з найпоширеніших характеристик фантастичної історії, яка полягає в наявності оповідача, який є зовнішнім щодо фактів і, як правило, недовірливий у ситуації, яка служить рамкою для самої фантастичної історії від першої особи.
У цьому романі можна знайти деякі типові елементи наукової фантастики того часу, такі як фантастична подорож, сатирична утопія та неортодоксальні науки. Соціальну сатиру можна знайти в паралелях між мешканцями Марса та аргентинськими громадянами ХІХ століття. У цій роботі Холмберг прокоментував місцеві та міжнародні питання, а також перебільшив і екстраполював аспекти аргентинського суспільства в «marcialitas». Робота торкається таких тем, як національна політична ситуація, дебати про релігію, релігійне лицемірство та академічні питання. Паралель до міста Кордова, резиденції ордену єзуїтів в Аргентині та Національної академії наук, можна знайти в Теософополісі. Завдяки паралелізму між столицею Авреліана та Буенос-Айресом Холмберг ніби посилає повідомлення про важливість національної єдності в нестабільній політичній ситуації цього моменту. Тема міжнародних дебатів, порушених у роботі, — це можливість життя на інших планетах, дискусія, яка досягла своєї кульмінації, коли в 1877 році Скіапареллі спостерігав передбачувані канали на Марсі.